# Сігорська волость
Сігорська волость — історична адміністративно-територіальна одиниця Олександрівського повіту Катеринославської губернії.
Станом на 1886 рік складалася з 11 поселень, 11 сільських громад. Населення — 1272 особи (620 чоловічої статі та 652 — жіночої), 286 дворових господарств.
|                     | Площа, десятин | У тому числі орної, дес. |
| ------------------- | -------------- | ------------------------ |
| Сільських громад    | 1720           | 981                      |
| Приватної власності | 25636          | 12253                    |
| Казенної власності  | —              | —                        |
| Іншої власності     | —              | —                        |
| Загалом             | 27356          | 13234                    |

Основні поселення волості:
- Сігорь — колишнє власницьке село при річці Гайчул за 80 верст від повітового міста, 45 осіб, 18 дворів. За ¼ версти — паровий млин. За 8 верст — винокурний завод, паровий млин.